# 게임의 시간 관리 종류
시간 진행은 비디오 게임, 테이블톱 롤플레잉 게임, 보드 게임, 스포츠를 포함한 많은 게임 유형과 관련된다. 시간의 흐름은 플레이어가 공정하고 이해하기 쉽게 처리되어야 한다. 많은 게임에서 이는 실시간 및 턴 기반 시간 기록을 사용하여 이루어진다. 실시간 게임에서는 게임 내 시간이 계속해서 흐른다. 그러나 턴 기반 게임에서는 실제 세계에서 얼마나 많은 시간이 지나든 관계없이 플레이어의 턴이 게임 내에서 고정된 기간을 나타낸다. 일부 게임은 실시간 및 턴 기반 시간 기록 시스템을 조합하여 사용한다. 플레이어는 이러한 시스템의 장단점에 대해 논쟁한다. 연표 및 진행 시계와 같은 추가적인 시간 기록 방법도 있다.

## 실시간 게임
실시간 게임에서는 시간이 계속해서 진행된다. 이는 실제 세계에서의 시간 진행과 같거나 다른 속도로 발생할 수 있다. 예를 들어, 테라리아에서는 게임 내 24시간의 낮-밤 주기가 실제 세계에서는 24분과 같다.
다인용 실시간 게임에서는 플레이어가 순차적인 단위나 턴으로 행동하는 것이 아니라 동시에 행동을 수행한다. 경쟁 게임에서는 플레이어가 상대방이 실시간으로 자신에게 대항하고 언제든지 행동할 수 있다는 점을 고려해야 한다. 이는 추가적인 어려움을 야기한다.
축구나 농구와 같은 많은 스포츠는 거의 전적으로 동시적인 특성을 가지며, 축구의 직접 프리킥이나 농구의 자유투 및 샷 클록과 같은 특정 상황에서만 제한적인 턴 개념을 유지한다. 카드 게임 너츠와 리게토에서는 플레이어가 가능한 한 빨리 카드를 버리기 위해 경쟁해야 하며 턴을 가지지 않는다.

## 턴 기반
턴 기반 게임에서는 게임 흐름이 턴, 이동 또는 플레이라고 하는 정의된 부분으로 분할된다. 각 플레이어는 게임 행동에 들어가기 전에 일정 기간의 분석 시간(때로는 제한적이고 때로는 무제한적임)을 부여받는다.
턴은 시간, 예를 들어 몇 시간, 며칠 또는 몇 년을 나타낼 수 있다. 이는 문명 시리즈와 같은 4X 비디오 게임과 세계 건설 테이블톱 롤플레잉 게임에서 흔히 볼 수 있다. 예를 들어, 다이얼렉트에서는 여러 턴이 사회 발전의 시대를 나타내며, 마찬가지로 고요한 해에서는 각 턴이 공동체 파괴에 이르는 1주일을 나타낸다. 이는 연애 시뮬레이션 게임 요소가 있는 비디오 게임과 테이블톱 게임 모두에서 흔하다. 예를 들어, 페르소나 5와 몬스터 프롬에서는 턴이 고등학교 수업 시간을 나타내고, 비스고츠 대 몰 고츠에서는 각 팀의 턴이 쇼핑몰에서의 특정 시간을 나타낸다.
턴 기반 게임은 크게 동시적 또는 순차적(플레이어 교대라고도 함)의 두 가지 형태로 제공된다. 디플로머시는 동시 턴 기반 게임의 예이다. 플레이어 교대 게임에는 순위 기반, 라운드 로빈 시작, 무작위의 세 가지 유형이 있다. 차이점은 플레이어가 턴을 시작하는 순서이다. 순위 기반 플레이어 교대 게임에서는 첫 번째 플레이어가 항상 동일하다. 라운드 로빈 게임에서는 첫 번째 플레이어 선택 정책이 라운드 로빈이다. 무작위 플레이어 교대 게임은 첫 번째 플레이어를 무작위로 선택한다. 일부 게임에서는 플레이어의 속성, 게임 내 위치 또는 주사위 굴림을 기반으로 한 이니셔티브 점수를 사용하여 플레이 순서를 결정하기도 한다. 던전 & 드래곤 및 위자드101이 이 스타일의 예이다.
턴 기반 게임이라는 용어는 플레이 바이 메일 게임과 웹 게임 웹사이트에서도 사용되며, 바둑이나 체스와 같은 보드 게임의 장기적인 게임플레이를 허용한다.

## 하위 유형 및 조합
실시간 및 턴 기반 시스템의 일반적이거나 인지된 단점을 해결하기 위해 다양한 실시간 및 턴 기반 시스템의 적응이 구현되었다(그러나 종종 이전에는 존재하지 않았던 새로운 문제를 야기하기도 한다). 여기에는 다음이 포함된다.

### 시간 제한 턴 및 시간 압축
시간 제한 턴은 한 플레이어가 다른 플레이어보다 더 많은 시간을 사용하여 턴을 완료하는 것을 방지하기 위해 고안되었다. 예를 들어, 체스에서는 턴 길이에 상한선을 두기 위해 한 쌍의 스톱워치를 사용할 수 있다.
교환 체스에서는 두 팀의 네 명의 플레이어가 두 개의 보드에서 플레이하며 각 팀은 한 개의 흰색과 한 개의 검은색 면을 차지한다. 잡힌 말은 팀원에게 주어지고 그들의 보드에 놓일 수 있다. 플레이어는 상대방의 말을 잡아서 팀원에게 준 다음, 자신의 보드에서 턴을 플레이하는 데 비정상적으로 오랜 시간을 기다림으로써 이 게임 역학을 남용할 수 있다. 이렇게 되면 팀원이 자신의 보드에서 많은 미래의 이동에 유리하게 사용할 수 있다. 이를 방지하기 위해 플레이어는 종종 이동당 10초로 제한되며, 상대방은 추가로 소비된 10초마다 플레이어의 폰 중 하나를 보드에서 제거할 수 있다.
턴제 전략 게임인 유토피아(1982)는 시간 제한 턴의 초기 사례를 특징으로 했다. 초기 울티마 롤플레잉 비디오 게임은 엄격하게 턴 기반이었지만, 울티마 III: 엑소더스(1983)부터는 플레이어가 명령을 내리는 데 너무 오래 기다리면 게임이 자동으로 "패스" 명령을 내려 플레이어 캐릭터가 아무것도 하지 않는 동안 적이 턴을 가질 수 있도록 했다.
시간 압축은 비행 시뮬레이터와 같은 실시간 게임에서 흔히 볼 수 있는 기능이다. 플레이어가 게임 시간을 특정 (일반적으로 조정 가능한) 요소로 가속화할 수 있도록 한다. 이를 통해 플레이어는 길고 비교적 사건이 없는 게임플레이 기간의 주관적인 지속 시간을 단축할 수 있다.

### 틱제
많은 웹 기반 MMORPG는 틱이라고 불리는 특정 시간 내에 플레이할 수 있는 턴 수를 할당한다. 틱은 실시간의 어떤 측정값도 될 수 있다. 플레이어는 틱당 특정 수의 턴을 할당받으며, 이는 각 새로운 틱이 시작될 때마다 새로 고쳐진다. 틱 기반 게임은 틱이 항상 동일한 시간이 지난 후에 발생한다는 점에서 다른 턴 기반 게임과 다르다.

### 라운드
일부 실시간 게임에서는 게임 내 행동이 실제 세계에서의 플레이 시간보다 긴 공통 간격에 따라 시간이 정해진다. 예를 들어, 논플레이어 캐릭터는 라운드 시작 또는 끝에서만 행동을 시작할 수 있다. 발더스 게이트 시리즈와 같은 일부 비디오 게임은 던전 & 드래곤과 같은 테이블톱 롤플레잉 게임을 기반으로 한 라운드 시스템을 사용한다. 격투 게임은 캐릭터가 쓰러질 때까지 얼마나 많은 시간을 가졌는지 확인하기 위해 경기에서 라운드를 사용한다. 여기에는 철권, 스트리트 파이터, 슈퍼 스매시브라더스가 포함된다.

### 액티브 타임 배틀
"액티브 타임 배틀"(ATB) 시스템은 이토 히로유키가 파이널 판타지 IV(1991)에서 도입했다. ATB는 메뉴 기반 전투와 지속적인 행동 흐름 및 가변적인 대기 시간을 결합한다. 적은 언제든지 공격하거나 공격받을 수 있다. ATB 시스템은 파이널 판타지 V(1992)에서 더욱 발전하여 어떤 캐릭터의 턴이 다음인지 보여주는 시간 게이지를 도입했다. ATB 시스템은 이후 파이널 판타지 VI(1994), 파이널 판타지 VII(1997), 파이널 판타지 VIII(1999), 파이널 판타지 IX(2000), 파이널 판타지 X-2(2003)에 사용되었다. 파이널 판타지 XII(2006)와 파이널 판타지 XIII(2009)는 이 시스템의 크게 수정된 버전을 사용했다. ATB 시스템은 크로노 트리거(1995)에서도 사용되었다.

### 동시 실행 및 시계 기반 턴
동시 실행 게임("단계 기반", "We-Go" 또는 "턴 기반 WeGo"라고도 함)에서는 턴이 결정 및 실행의 두 가지 개별 단계로 나뉜다. 결정 단계에서는 각 플레이어가 동시에 유닛의 행동을 계획하고 결정한다. 실행 단계에서는 모든 플레이어가 선택한 행동이 자동으로 동시에 발생한다. 초기 예로는 1959년 보드 게임 디플로머시가 있다. 비디오 게임의 예로는 레이저 스쿼드 네메시스(2003), 컴뱃 미션 시리즈, 마스터 오브 오리온 시리즈, 스타 해머: 뱅가드 프로페시(2015) 및 배틀스타 갈락티카 데드록(2017)이 있다.
시계 기반 게임은 모든 유닛 행동을 게임 시계에 직접 연결한다. 턴은 각 행동에 대해 지정된 지속 시간에 따라 시작되고 끝나며, 그 결과 매우 가변적이고 정해진 순서가 없는 턴 시퀀스가 된다. 실시간 또는 동시 실행 게임과 같이 게임 시계에 대해 다른 플레이어의 행동이 동시에 발생할 수도 있다. 시계 기반 시스템을 사용하는 비디오 게임의 예로는 1988년의 타이푼 오브 스틸과 1991년의 메크포스가 있으며, 둘 다 원래 아미가용이었다.

### 유닛 이니셔티브
일부 게임에서는 턴 시퀀스가 유닛이 어느 진영에 속해 있는지에 관계없이 각 유닛의 이니셔티브 스탯에 따라 달라진다. 이러한 유형의 게임은 한 번에 하나의 유닛만 행동을 수행할 수 있고 행동의 지속 시간이 게임 시계에 연결되어 있지 않으므로 기술적으로는 여전히 순차적이다. 예로는 비디오 게임 엘리멘탈 이블 사원(2003) 및 파이널 판타지 택틱스(1997)가 있다.

### 턴 가로채기
일부 게임에서는 플레이어가 상대방의 턴을 가로채 추가 행동을 실행함으로써 정상적인 턴 외부에 행동할 수 있다. 플레이어가 가로채기 시퀀스 중에 취할 수 있는 행동의 수와 유형은 이전 턴에서 가져온 플레이어의 액션 포인트 풀에 남아 있는 포인트 수에 의해 제한된다. 예로는 엑스컴 비디오 게임 시리즈, 보드 워게임 어드밴스드 스쿼드 리더(1985), 던전 & 드래곤의 기회 공격이 있다. 던전 & 드래곤의 최신 에디션은 또한 적의 턴 동안 실행될 행동을 준비하기 위한 준비 동작을 허용한다. 이는 솔라스타: 마스터의 왕관(2020)과 같은 일부 비디오 게임에도 구현되어 있다.
사일런트 스톰 비디오 게임 시리즈는 각 캐릭터의 "가로채기" 스탯을 포함하여 턴 외 행동 가능성을 결정한다. 비디오 게임 M.A.X.(1996)에서는 방어 유닛이 자신의 턴이 아닌 턴 외에 발사하도록 설정할 수 있다. 보드 게임 타이드 오브 아이언에서는 특수 카드가 상대방의 턴을 가로채어 행동을 수행한다. 마리오 & 루이지 시리즈에서는 플레이어가 적의 턴에 "반격"하여 피해를 주고 종종 공격을 멈출 기회가 종종 있다.

### 특수 턴 및 페이즈
일부 턴 기반 게임에서는 모든 턴이 동일하지 않다. 예를 들어, 보드 게임 Imperium Romanum II(1985)는 세 번째 턴(월)마다 "세금 및 동원" 단계가 특징인데, 이는 다른 턴에서는 발생하지 않는다. 비디오 게임 아서 왕: 롤플레잉 워게임(2009)에서는 4번째 턴마다 계절이 겨울로 바뀌며, 이때만 건물을 건설할 수 있다. 보드 게임 나폴레옹(1974)에서는 세 번째 플레이어 턴마다 전투가 허용되지 않는 "밤 턴"이다.
다른 턴 기반 게임에서는 각 턴 내에서 다른 유형의 활동에 전념하는 여러 단계가 특징이다. 배틀 아일 비디오 게임 시리즈에서는 플레이어가 한 단계에서 모든 유닛에 대한 이동 명령을 내리고, 나중 단계에서 공격 명령을 내린다. 보드 게임 아그리콜라(2007)에서는 턴이 "유지", "보충", "작업"의 세 단계로 나뉜다. 네 번째 "수확" 단계는 몇 턴마다 발생한다.

### 부분적 또는 선택적 턴 기반 및 실시간 게임
일반적으로 실시간인 일부 게임은 특정 시퀀스 동안 턴 기반 플레이를 사용한다. 예를 들어, 롤플레잉 비디오 게임 폴아웃(1997), 사일런트 스톰(2003) 및 발더스 게이트 3(2023)은 전투 단계에서는 턴 기반이고 게임의 나머지 부분에서는 실시간이다. 이는 탐험과 같이 행동의 세심한 타이밍이 플레이어 성공에 중요하지 않은 게임 부분을 가속화한다.
토탈 워 시리즈, 엑스컴(1994) 및 재기드 얼라이언스 2(1999)와 같은 다른 비디오 게임은 턴 기반 전략 레이어와 실시간 전술 전투를 결합하거나 그 반대로 결합한다.
엑스컴: 아포칼립스(1997), 폴아웃 택틱스(2001), 아르카눔: 스팀워크스 앤 매직 오스큐라(2001), 필라스 오브 이터니티 II: 데드파이어(2018), 패스파인더: 킹메이커(2018, 패치로 나중에 추가됨) 및 패스파인더: 라이트어스의 분노(2021)는 구성 설정을 통해 턴 기반 또는 실시간 모드를 선택할 수 있다.

### 일시 정지 가능한 실시간 게임
활성 일시 정지 시스템("일시 정지 가능한 실시간" 또는 "일시 정지 포함 실시간"이라고도 함)이 있는 실시간 게임에서는 플레이어가 게임을 일시 정지하고 명령을 내릴 수 있다. 게임이 일시 정지 해제되면 명령이 자동으로 실행된다. 이는 플레이어가 여러 유닛에 동시에 명령을 내릴 수 있도록 하는 등 추가적인 전술 옵션을 제공한다.
발더스 게이트 시리즈는 마우스 기반의 파티 기반 컴퓨터 롤플레잉 비디오 게임에 일시 정지 가능한 실시간을 대중화했지만, 이 메커니즘은 나이츠 오브 센타르(1991), 다크랜드(1992), 테일즈 오브 판타지아(1995), 토탈 어나이얼레이션(1997), 홈월드(1999)와 같은 초기 게임에도 존재했다. 발더스 게이트에서는 플레이어가 전투 중에 인공지능이 제어하도록 할 수도 있으며, 언제든지 스페이스바를 눌러 캐릭터 제어를 다시 얻을 수 있다. 또한 발더스 게이트에서는 플레이어가 특정 조건(예: 라운드 종료 또는 논플레이어 캐릭터 사망)이 충족될 때 자동으로 일시 정지되도록 게임을 구성할 수 있다. 활성 일시 정지의 변형인 "스마트 일시 정지 모드" 또는 SPM은 Apeiron의 브리게이드 E5: 뉴 재기드 유니온(2006) 및 7.62: 하이 칼리버(2007)의 기능이다.
패러독스 인터랙티브가 개발한 대전략 게임은 전적으로 일시 정지 가능한 실시간을 사용한다. 이는 개발자들이 턴 기반으로 전환하기 전 문명 시리즈의 원래 의도된 모드였다. 심시티(1989) 이후 건설경영 시뮬레이션 게임 시리즈인 심시티 시리즈에 존재했으며, 트랜스포트 타이쿤 및 롤러코스터 타이쿤 시리즈에서도 사용된다.
단일 캐릭터 콘솔 RPG인 패러사이트 이브(1998)와 베이그랜트 스토리(2000)에서는 플레이어가 게임을 일시 정지하여 무기로 조준할 수 있다. 베이그랜트 스토리에서는 이를 통해 플레이어가 게임이 일시 정지된 동안 특정 신체 부위를 조준할 수 있다. 유사한 메커니즘은 나중에 실시간 롤플레잉 게임 라스트 리벨리온(2010)에서 사용되었다. 재기드 얼라이언스 2(1999)와 폴아웃(1997)은 턴 기반 전투 중에 플레이어가 개별 신체 부위를 조준할 수 있도록 한다. 후자는 실시간 RPG 폴아웃 3에서 V.A.T.S. 시스템을 만들게 되었는데, 여기서 플레이어는 게임을 일시 정지하여 개별 신체 부위를 조준할 수 있었다. 파이널 판타지 XII(2006)는 "갬빗" 시스템으로 활성 일시 정지 전투를 확장했는데, 이를 통해 플레이어는 파트너 캐릭터의 인공지능 루틴에 선호도를 수집하고 적용하여 특정 조건에 반응하여 특정 행동을 수행할 수 있도록 한다. 유사한 "전술" 시스템은 나중에 드래곤 에이지: 오리진스(2009) 및 드래곤 에이지 II(2011)에 나타났다. 나이츠 오브 센타르(1991) 및 시크릿 오브 마나(1993) 또한 조정 가능한 인공지능이 전투 중에 제어를 가져갈 수 있도록 한다.

## 연표
일부 게임은 게임 역학의 일부로 연표를 사용하여 플레이어가 게임 세계 내에서 이벤트의 순서를 설정하거나 변경할 수 있도록 한다. 예를 들어, 인디 롤플레잉 게임 현미경에서는 플레이어가 함께 연표를 만든 다음, 롤플레잉을 통해 연표의 다른 부분을 자세히 설명한다. 카드 게임 크로노너츠에서는 모두가 연표 카드를 플레이하여 역사적 사건의 순서를 변경하고 대체 역사를 만든다.

## 진행 시계
진행 시계는 게임마스터(GM) 도구로, 플레이어 캐릭터가 도전을 극복하기 위한 지속적인 진전, 적의 점진적인 접근, 시간 제한이 있는 기회 창구 등 단일 턴 내에서 처리할 수 없는 진행 중인 이벤트를 추적하는 데 사용된다. GM은 시계면을 나타내는 분할된 원을 그린 다음, 결과에 대한 진행 상황이 발생할 때마다 한 조각을 채운다. 진행 시계는 하이스트 영화에서 영감을 받은 게임 블레이즈 인 더 다크와 그 파생 시스템인 포지드 인 더 다크를 채택한 다른 게임에서 중요하다.

## 반응 및 논쟁
실시간 및 턴 기반 비디오 게임의 팬들 사이에서는 각 시간 기록 방식의 장단점에 대한 논쟁이 벌어진다.
턴 기반 시스템의 장점으로 제시되는 주장들은 다음과 같다.
- 턴 기반 시스템에서 플레이어에게 제공되는 추가 시간은 플레이어가 움직임을 더 잘 계획할 수 있도록 하며,[25][51][52] 게임 디자이너가 추가적인 전술 및 게임플레이 옵션을 제공할 수 있도록 한다.[14][25][53] 반면에 실시간 게임의 시간 압박과 함께 동일한 옵션을 사용하면 신규 플레이어가 압도감을 느낄 수 있다.[25]
- 플레이어의 반사 신경에 의존하지 않으므로 게임이 더 공정하다.[14] 반사 신경이 느린 플레이어도 빠른 플레이어에 비해 불리하지 않으며, 현재 문제를 생각하고 해결하는 능력만이 중요하다.
- 더 많은 컴퓨터 처리 능력을 사용할 수 있으므로 게임이 더 나은 인공지능을 가질 수 있다.[51][53]
- 플레이어가 동시에 움직이는 여러 독립적인 유닛에 주의를 분산시킬 필요가 없으므로 이 시스템을 사용하여 여러 유닛을 지능적으로 제어하는 것이 더 현실적이다.[46][51] 마찬가지로, 플레이어가 일반적으로 모든 움직임을 미리 통보받기 때문에(예외: 전장의 안개) 적이 무엇을 하고 있는지 항상 추적하기가 더 쉽다.[14]

실시간 시스템의 장점으로 제시되는 주장들은 다음과 같다.
- 전투 중 군대가 턴을 취하고 순차적으로 행동하기 위해 멈추는 것은 비현실적이다. 실제 전투는 어느 쪽도 멈추지 않고 동시에 발생한다.[48][51]
- 빠르고 신속하게 생각하고 행동하는 것이 전략의 일부이며,[51] 추가적인 도전을 제공한다.[14][51]
- 실시간 시스템은 내적으로 흥미진진하며[47][26] 플레이어의 몰입감을 더해준다.[14][25] 플레이어는 게임 이벤트를 직접 경험하는 것 같은 느낌을 받는다.
- 턴 기반 게임은 규칙이 너무 많고 마스터하기 어렵다.[48][26]
- 실시간 게임은 다른 플레이어가 턴을 하는 동안 앉아서 기다리는 것이 지루해질 수 있으므로 다인용에 더 적합하다.[25][48][51]
- 공유 시계라는 추가 요소는 게임플레이가 쉽게 반복 가능한 일련의 단계가 되는 것을 방지한다. 플레이어의 타이밍에 의존하는 것은 결과를 매우 가변적으로 만든다.[25]

## 같이 보기
- 게임 역학 및 게임플레이
- 게임 디자인 및 비디오 게임 디자인
- 플레이 바이 메일 게임 및 플레이 바이 메일 게임 목록
- 순차적 게임
- 동시적 게임